# S:t Benno-Gymnasium

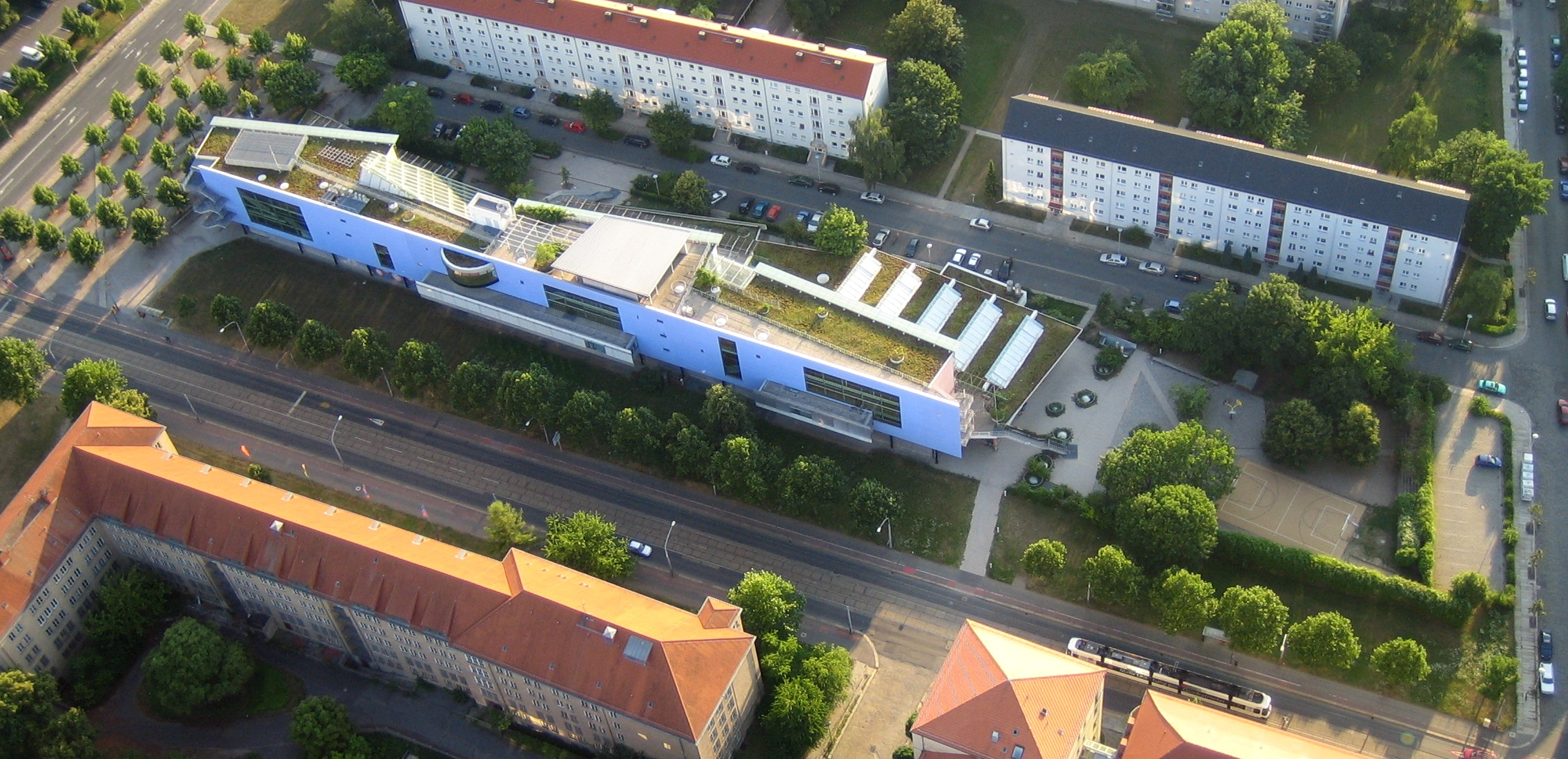
S:t Benno-Gymnasium i Dresden

S:t Benno-Gymnasium är ett gymnasium i Dresden, Tyskland. Det drivs av Meissens katolska stift, men följer den sachsiska undervisningsformen. 
Skolan har en musikalisk, naturvetenskaplig och språklig inriktning.
Skolan grundades redan 1709. Under nazismen stängdes skolan och man kunde inte öppna den igen förrän 1991 efter den tyska återföreningen.